# Price Peak
Der Price Peak ist ein 1510 m hoher Berg im westantarktischen Marie-Byrd-Land. Im Königin-Maud-Gebirge ragt er 13 km nördlich des Ausläufers des California-Plateaus an der Nordflanke des Leverett-Gletschers auf.
Der United States Geological Survey kartierte ihn anhand eigener Vermessungen und Luftaufnahmen der United States Navy aus den Jahren von 1960 bis 1963. Das Advisory Committee on Antarctic Names benannte ihn 1967 nach Floyd W. Price, zuständig für das Personal bei der Navy-Flugstaffel VX-6, der zwischen 1963 und 1967 an fünf Kampagnen der Operation Deep Freeze teilgenommen hatte.